# Gonzalo López
Gonzalo Alfredo López Parra (Concepción; 22 de enero de 1982) es un músico chileno conocido principalmente por ser el bajista del grupo chileno de rock Los Bunkers entre 1999 y 2014, con un regreso en 2022 hasta el presente. Además, ha sido bajista en los grupos López (banda), Cigarbox Man y Kolumbia.

## Biografía
Es el segundo hijo de Manuel López y Patricia Parra, y el hermano menor de Álvaro López. Desde joven, mostró su pasión por la música, y durante su tiempo en el colegio Salesiano de Concepción, en 1996, fundó junto a su hermano Álvaro, Francisco Durán, y Manuel Lagos la banda La Pol Chefer Band. Más tarde se unieron Mauricio Durán y, mucho después, Mauricio Basualto, quien reemplazó a Manuel Lagos cuando este decidió no mudarse a Santiago.
A principios de los 2000s, la banda cambió su nombre a Los Bunkers y se mudaron a Santiago, donde rápidamente ganaron popularidad. Para 2005, ya eran muy conocidos en Chile y en otros países de habla hispana como México y Argentina.
Durante este tiempo, Gonzalo comenzó una relación con Carolina Ugarte, aunque pocos detalles de su vida personal han trascendido. La relación culminó con el nacimiento de su hijo Damián López Ugarte en 2014, aunque se separaron alrededor de 2015 o 2016, sin haberse casado.
En 2008, Gonzalo se mudó a México junto a Carolina, pero regresaron a Chile en 2013 o 2014. Tras la disolución de Los Bunkers en 2014, la banda tuvo una breve reunión en 2019. En paralelo, Gonzalo continuó su carrera musical con otros proyectos y, en 2017, conoció a Verónica Fuchslocher, con quien se casó civilmente el 11 de diciembre de 2020 y por la iglesia en agosto de 2024
En cuanto a su faceta televisiva, en 2019 Gonzalo participó en el programa El discípulo del chef de Chilevisión, integrando el equipo verde liderado por el chef Ennio Carota, aunque fue eliminado en el tercer capítulo. 
Su padre Manuel López falleció en septiembre de 2021. 
En 2022, Los Bunkers se reunieron nuevamente y lanzaron su álbum "Noviembre" en 2023, seguido de un MTV Unplugged en 2024. 
Actualmente, la banda continúa con su gira acústica que comenzó en febrero de 2024.

## Discografía

### ConLos Bunkers
- 2000 - Jamás
- 2001 - Los Bunkers
- 2002 - Canción de lejos
- 2003 - La culpa
- 2005 - Vida de perros
- 2008 - Barrio Estación
- 2010 - Música libre
- 2013 - La velocidad de la luz
- 2014 - López vol. 1
- 2020 - Dime quien soy
- 2023 - Noviembre
- 2024 - Los Bunkers MTV Unplugged